# 密花薹草
密花薹草（学名：Carex confertiflora），为莎草科薹草属下的一个植物种。分布于日本以及中国大陆的湖北、贵州、云南等地，生长于海拔1,800米至2,700米的地区，常生于水边、林下湿处和灌木草丛中，目前尚未由人工引种栽培。